# Straßenlauf-Länderkampf der Männer 1966 BR Deutschland – Niederlande – Schweiz
| 4. Leichtathletik-Länderkampf mit bundesdeutscher Beteiligung 1966       | 4. Leichtathletik-Länderkampf mit bundesdeutscher Beteiligung 1966 |
| ------------------------------------------------------------------------ | ------------------------------------------------------------------ |
|                                                                          |                                                                    |
| Straßenlauf-Vergleich der Männer: BR Deutschland – Niederlande – Schweiz |                                                                    |
| Austragungsort                                                           | Assinghausen                                                       |
| Wettbewerbe                                                              | 1                                                                  |
| Datum                                                                    | 26. Juni                                                           |
| 1. FRG 2. NLD 3. SUI                                                     | 4:54:37 h 5:16:14 h 5:17:42 h                                      |
| Chronik                                                                  |                                                                    |
| ← FRG-FRA-NLD 5kampf (F)                                                 | FRG-SWE Geher (M) →                                                |

Im vierten Vergleich des Länderkampfjahres 1966 wurde ein Straßenlauf veranstaltet zwischen den drei Nationen Bundesrepublik Deutschland, Niederlande und Schweiz. Die Begegnung wurde am 26. Juni in Assinghausen, einer Stadt im Sauerland, ausgetragen. Auch in den letzten drei aufeinanderfolgenden Jahren hatte es solche Aufeinandertreffen gegeben, allerdings war 1963 in Bad Kreuznach als vierte Nation auch Luxemburg mit dabei. Stets gewonnen hatte das bundesdeutsche Team vor den Niederländern und der Schweiz. 1963 war Luxemburg Vierter geworden.

## Wettbewerbe und Modus
Jede Nation stellte vier Läufer, von denen die drei Besten über die Addition ihrer Zeiten gewertet wurden.

## Ergebnis
Die bundesdeutschen Läufer dominierten diese Begegnung komplett. Alle vier bundesdeutschen Teilnehmer lagen auf den Rängen eins bis vier in der Einzelwertung des Rennens ganz vorn und hatten so mit 4:54:37 h auch die schnellste Zeit in der Gesamtwertung. Mit einem Rückstand von nicht ganz 22 Minuten wurde die Schweiz Zweiter. Knapp weitere eineinhalb Minuten dahinter kam die Niederlande auf den dritten Platz.

## Legende
Kurze Übersicht zur Bedeutung der Symbolik – so üblicherweise auch in sonstigen Veröffentlichungen verwendet:
| DNF | nicht im Ziel (did not finish) |

### 30-km-Straßenlauf
| Platz | Athlet            | Land | Zeit (h) |
| ----- | ----------------- | ---- | -------- |
| 01    | Hans Hüneke       | FRG  | 1:37:27  |
| 02    | Heinz Speckmann   | FRG  | 1:37:59  |
| 03    | Peter Axt         | FRG  | 1:39:11  |
| 04    | Karl-Heinz Paetow | FRG  | 1:41:21  |
| 05    | Alois Gwerder     | SUI  | 1:41:48  |
| 06    | Aad Steylen       | NLD  | 1:42:36  |
| 07    | Kurt Hugentobler  | SUI  | 1:45:37  |
| 08    | Rudi Mol          | NLD  | 1:46:23  |
| 09    | Ru den Hartog     | NLD  | 1:47:15  |
| 10    | Jacques Smits     | NLD  | 1:48:06  |
| 11    | Hansruedi Löffel  | SUI  | 1:50:17  |
| DNF   | Pius Strebel      | SUI  |          |